# Raúl de Tomás
Pour les articles homonymes, voir RDT.
Raúl de Tomás Gómez, plus communément appelé Raúl de Tomás et surnommé  RDT, né le 17 octobre 1994 à Madrid, est un footballeur international espagnol qui joue au poste d'avant-centre au Al-Wakrah SC, en prêt du Rayo Vallecano.

## Biographie

### Jeunesse
Raúl de Tomás naît à Madrid, capitale de l'Espagne, le 17 octobre 1994. Il est le fils de Raúl, né en 1967, un ancien footballeur espagnol évoluant au poste d'attaquant, principalement en troisième division, et de Mila, d'origine dominicaine,.

### Carrière en club
En juillet 2014, il est sélectionné pour une tournée aux États-Unis de matchs amicaux de pré-saison avec l'équipe première du Real Madrid.
De Tomás joue son premier match avec l'équipe professionnelle des Merengues le 29 octobre 2014 contre l'UE Cornellà, en remplaçant Karim Benzema à la 76e minute de jeu d'une rencontre de Coupe du Roi se soldant par une victoire 4 à 1. Subissant une trop forte concurrence à son poste, l'attaquant ne fait plus aucune apparition pour son club formateur et se fait prêter une saison à Córboba à l'été 2015.
Le 1er septembre 2017, il est prêté par le Real au Rayo Vallecano jusqu'à la fin de la saison.
Ses bonnes performances durant la saison 2017-2018 lui valent de nombreuses sollicitations de clubs européens.
Malgré des rumeurs l'envoyant dans d'autres clubs, De Tomás prolonge son contrat avec le Real Madrid jusqu'en 2023.
Le 11 janvier 2019, il réalise son premier hat-trick en Liga, en marquant trois buts lors de la victoire de son équipe face au Celta de Vigo (4-2). 
De Tomás s'engage en faveur du Benfica Lisbonne le 4 juillet 2019, paraphant un contrat de cinq ans. Le montant du transfert est de vingt millions d'euros.
Il débute pour le club lisboète le 4 août 2019, titulaire lors d'un large succès 5-0 en Supercoupe contre le Sporting Portugal. Six jours plus tard, De Tomás découvre la Liga NOS face au Paços Ferreira. L'attaquant peine à trouver ses marques dans ce nouveau championnat et reste muet durant les six premières journées. C'est en Ligue des champions qu'il ouvre son compteur le 2 octobre, marquant l'unique but du Benfica sur la pelouse du Zénith Saint-Pétersbourg (défaite 3-1). De Tomás est freiné par une blessure à la malléole le même mois. Il marque en Coupe pour son retour en novembre. Toutefois, il ne marque que trois buts en dix-sept rencontres, sans trouver la marque en championnat, à la trêve hivernale et ne justifie pas la somme de son transfert.
Le 9 janvier 2020, De Tomás signe au RCD Espanyol pour six saisons et un montant de transfert de vingt millions d'euros. Il devient ainsi le transfert le plus cher de l'histoire du club catalan. L'attaquant échoit du numéro onze.
De Tomás débute le 12 janvier sous les couleurs de l'Espanyol en Copa del Rey. Entrant en jeu à la place de Jonathan Calleri, il marque le but du 2-0 contre le SS de los Reyes. Pour son premier match de championnat le 19 janvier, il inscrit le second but de l'Espanyol lors d'un succès 1-2 au Villarreal CF. De Tomás inscrit son premier but au RCDE Stadium la journée suivante, permettant un nul 1-1 contre l'Athletic Bilbao. Le 9 février, il marque l'unique but d'une victoire à domicile importante face au RCD Majorque, premier succès au RCDE Stadium de la saison en championnat pour l'Espanyol. Son élan est stoppé par une blessure aux adducteurs au milieu du mois. Il ne peut ainsi participer aux seizièmes de finale de la Ligue Europa où le parcours de l'Espanyol prend fin contre Wolverhampton. De retour lors de la réception de l'Atlético de Madrid le 1er mars, De Tomás est à l'origine du but contre son camp de Savić pour l'Espanyol au cours d'un nul 1-1. Après cinq premiers matchs où il marque à chaque fois, l'attaquant reste donc muet.
Le championnat est interrompu trois mois en raison de la pandémie de Covid-19 qui sévit en Espagne et reprend en juin 2020. La reprise est tout aussi difficile pour le club qui ne parvient pas à se maintenir dans l'élite et est relégué pour la première fois depuis 1993. De Tomás reste muet devant le but pendant tous les matchs suivant la reprise. Il finit la saison avec cinq buts en quinze matchs.
La descente de l'Espanyol suscite des rumeurs de départ de l'attaquant, suivi par plusieurs clubs. Toutefois, étant le transfert le plus cher de son histoire et comptant sur son talent, le club ne souhaite pas le laisser partir et De Tomás entame la pré-saison avec les Pericos. Le 12 septembre 2020, il est titulaire pour le premier match de Segunda División de la saison contre l'Albacete Balompié. De Tomás, remplaçant au début du match, ouvre son compteur le 27 septembre en réalisant un doublé en quatre minutes qui offre une victoire 2-0 aux dépens du Real Oviedo. Malgré ses apparitions sous la houlette du nouvel entraîneur, Vicente Moreno, les médias espagnols révèlent que l'attaquant a changé d'agent afin de trouver une porte de sortie avant la fin du mercato,. Il reste finalement au club qui a rejeté les offres reçues. 
Le 10 octobre, De Tomás inscrit l'unique but contre l'AD Alcorcón lors de la cinquième journée, ce qui permet à l'Espanyol de se hisser leader du championnat. La semaine suivante, Moreno explique que l'attaquant madrilène a tenu à rester au club : « Il a clairement indiqué son engagement et où il voulait être. »

### Carrière en sélection
En novembre 2021, De Tomás est convoqué en équipe d'Espagne A par Luis Enrique pour les deux derniers matchs des éliminatoires de la Coupe du monde 2022 contre la Grèce et la Suède, afin de pallier le forfait de dernière minute d'Ansu Fati,. Il honore sa première sélection le 11 novembre, âgé de 27 ans, en étant titularisé au poste d'ailier gauche face à la Grèce. Il sort au cours de la seconde mi-temps, après avoir notamment frappé deux fois au but, tandis que l'Espagne s'impose 0-1 à l'extérieur et devient leader de son groupe. En interview d'après-match, le sélectionneur loue « l'attitude parfaite » de l'attaquant et le concerné déclare : « C'est un jour inoubliable. Je suis heureux et ému. Je ne pensais jamais être titulaire et quand le coach me l'a dit, j'étais choqué. [...] Je veux avant tout remercier Luis Enrique de m'avoir permis de connaître cela. » Trois jours plus tard, De Tomás est une nouvelle fois titularisé contre la Suède. Il est remplacé à l'heure de jeu et assiste à la victoire des siens grâce à un but en fin de rencontre, synonyme de qualification directe à la Coupe du monde 2022.

## Statistiques
Ce tableau résume les statistiques en carrière de joueur de Raúl de Tomás,,.
| Saison                | Club                   | Championnat           | Championnat | Championnat | Championnat | Coupe nationale | Coupe nationale | Coupe nationale | Coupe de la Ligue | Coupe de la Ligue | Coupe de la Ligue | Supercoupe | Supercoupe | Supercoupe | Compétition(s) continentale(s) | Compétition(s) continentale(s) | Compétition(s) continentale(s) | Compétition(s) continentale(s) | Autres compétitions | Autres compétitions | Autres compétitions | Autres compétitions | Total | Total | Total |
| Saison                | Club                   | Division              | M.          | B.          | P.d.        | M.              | B.              | P.d.            | M.                | B.                | P.d.              | M.         | B.         | P.d.       | Comp.                          | M.                             | B.                             | P.d.                           | Comp.               | M.                  | B.                  | P.d.                | M.    | B.    | P.d.  |
| 2012-2013             | Real Madrid C          | SB                    | 14          | 8           | -           | -               | -               | -               | -                 | -                 | -                 | -          | -          | -          | -                              | -                              | -                              | -                              | -                   | -                   | -                   | -                   | 14    | 8     | 0     |
| 2013-2014             | Real Madrid C          | SB                    | 1           | 0           | -           | -               | -               | -               | -                 | -                 | -                 | -          | -          | -          | -                              | -                              | -                              | -                              | -                   | -                   | -                   | -                   | 1     | 0     | 0     |
| Sous-total            | Sous-total             | Sous-total            | 15          | 8           | -           | -               | -               | -               | -                 | -                 | -                 | -          | -          | -          | -                              | -                              | -                              | -                              | -                   | -                   | -                   | -                   | 15    | 8     | 0     |
| 2012-2013             | Real Madrid B          | SD                    | 7           | 0           | 0           | -               | -               | -               | -                 | -                 | -                 | -          | -          | -          | -                              | -                              | -                              | -                              | -                   | -                   | -                   | -                   | 7     | 0     | 0     |
| 2013-2014             | Real Madrid B          | SD                    | 27          | 7           | 2           | -               | -               | -               | -                 | -                 | -                 | -          | -          | -          | -                              | -                              | -                              | -                              | -                   | -                   | -                   | -                   | 27    | 7     | 2     |
| 2014-2015             | Real Madrid B          | SB                    | 28          | 7           | 2           | -               | -               | -               | -                 | -                 | -                 | -          | -          | -          | -                              | -                              | -                              | -                              | -                   | -                   | -                   | -                   | 28    | 7     | 2     |
| Sous-total            | Sous-total             | Sous-total            | 62          | 14          | 4           | -               | -               | -               | -                 | -                 | -                 | -          | -          | -          | -                              | -                              | -                              | -                              | -                   | -                   | -                   | -                   | 62    | 14    | 4     |
| 2014-2015             | Real Madrid            | LG                    | 0           | 0           | 0           | 1               | 0               | 0               | -                 | -                 | -                 | -          | -          | -          | -                              | -                              | -                              | -                              | -                   | -                   | -                   | -                   | 1     | 0     | 0     |
| Sous-total            | Sous-total             | Sous-total            | 0           | 0           | 0           | 1               | 0               | 0               | -                 | -                 | -                 | -          | -          | -          | -                              | -                              | -                              | -                              | -                   | -                   | -                   | -                   | 1     | 0     | 0     |
| 2015-2016             | Córdoba CF (prêt)      | SD                    | 24          | 6           | 2           | 1               | 0               | 0               | -                 | -                 | -                 | -          | -          | -          | -                              | -                              | -                              | -                              | PO                  | 2                   | 0                   | 0                   | 27    | 6     | 2     |
| 2016-2017             | Real Valladolid (prêt) | SD                    | 36          | 14          | 2           | 3               | 1               | 0               | -                 | -                 | -                 | -          | -          | -          | -                              | -                              | -                              | -                              | -                   | -                   | -                   | -                   | 39    | 15    | 2     |
| Sous-total            | Sous-total             | Sous-total            | 60          | 20          | 4           | 4               | 1               | 0               | -                 | -                 | -                 | -          | -          | -          | -                              | -                              | -                              | -                              | -                   | 2                   | 0                   | 0                   | 66    | 21    | 4     |
| 2017-2018             | Rayo Vallecano (prêt)  | SD                    | 32          | 24          | 3           | 0               | 0               | 0               | -                 | -                 | -                 | -          | -          | -          | -                              | -                              | -                              | -                              | -                   | -                   | -                   | -                   | 32    | 24    | 3     |
| 2018-2019             | Rayo Vallecano (prêt)  | LG                    | 33          | 14          | 1           | 1               | 0               | 0               | -                 | -                 | -                 | -          | -          | -          | -                              | -                              | -                              | -                              | -                   | -                   | -                   | -                   | 34    | 14    | 1     |
| Sous-total            | Sous-total             | Sous-total            | 65          | 38          | 4           | 1               | 0               | 0               | -                 | -                 | -                 | -          | -          | -          | -                              | -                              | -                              | -                              | -                   | -                   | -                   | -                   | 66    | 38    | 4     |
| 2019-2020             | Benfica Lisbonne       | LN                    | 7           | 0           | 0           | 2               | 1               | 0               | 3                 | 1                 | 0                 | 1          | 0          | 0          | C1                             | 4                              | 1                              | 0                              | -                   | -                   | -                   | -                   | 17    | 3     | 0     |
| Sous-total            | Sous-total             | Sous-total            | 7           | 0           | 0           | 2               | 1               | 0               | 3                 | 1                 | 0                 | 1          | 0          | 0          | -                              | 4                              | 1                              | 0                              | -                   | -                   | -                   | -                   | 17    | 3     | 0     |
| 2019-2020             | RCD Espanyol           | LG                    | 14          | 4           | 0           | 1               | 1               | 0               | -                 | -                 | -                 | -          | -          | -          | C3                             | -                              | -                              | -                              | -                   | -                   | -                   | -                   | 15    | 5     | 0     |
| 2020-2021             | RCD Espanyol           | SD                    | 37          | 23          | 3           | 1               | 0               | 0               | -                 | -                 | -                 | -          | -          | -          | -                              | -                              | -                              | -                              | -                   | -                   | -                   | -                   | 38    | 23    | 3     |
| 2021-2022             | RCD Espanyol           | LA                    | 34          | 17          | 3           | 2               | 0               | 0               | -                 | -                 | -                 | -          | -          | -          | -                              | -                              | -                              | -                              | -                   | -                   | -                   | -                   | 36    | 17    | 3     |
| Sous-total            | Sous-total             | Sous-total            | 85          | 44          | 6           | 4               | 1               | 0               | -                 | -                 | -                 | -          | -          | -          | -                              | -                              | -                              | -                              | -                   | -                   | -                   | -                   | 89    | 45    | 6     |
| Total sur la carrière | Total sur la carrière  | Total sur la carrière | 294         | 124         | 18          | 12              | 3               | 0               | 3                 | 1                 | 0                 | 1          | 0          | 0          | -                              | 4                              | 1                              | 0                              | -                   | 2                   | 0                   | 0                   | 316   | 129   | 18    |

## Palmarès

### En club
En prêt au Rayo Vallecano, De Tomás remporte son premier trophée en carrière lors du sacre du club en Segunda División à l'issue de la saison 2017-18. 
De Tomás soulève son second titre dès son arrivée au Benfica Lisbonne en remportant la Supercoupe en août 2019. Avec le RCD Espanyol, il remporte la Segunda División en 2021.

### Distinctions personnelles
De Tomás est le meilleur buteur de Segunda División en 2021 avec 23 buts inscrits qui contribuent au sacre des Pericos. Ses statistiques et son impact sur les résultats de l'Espanyol lui valent de recevoir le prix du meilleur joueur de la saison du championnat.